# 361-й гвардейский тяжёлый самоходно-артиллерийский полк
361-й гвардейский тяжёлый самоходно-артиллерийский Мелитопольский орденов Красного Знамени, Суворова, Кутузова и Александра Невского полк — тактическое формирование Рабоче-крестьянской Красной армии периода Великой Отечественной войны.

## История
Сформирован 13 ноября 1942 года в Тамбовской области на базе 141-го отдельного танкового батальона как 22-й отдельный гвардейский танковый полк. 141-й отб входил в действующую армию с 9 января — 25 октября 1942.
14 июля 1944 года переформирован в 361-й гвардейский тяжёлый самоходно-артиллерийский полк.
Входил во 2-й гвардейский механизированный корпус 2-й гвардейской армии, 51-ю армию, 67-ю армию, 33-ю армию. В составе войск Донского, Сталинградского, Южного, 4-го Украинского, 3-го Прибалтийского, 1-го Белорусского фронтов.
Полк участвовал в Ростовcкой, Донбасской, Мелитопольской, Крымской, Тартусской, Варшавско-Познанской и Берлинской операциях.
22 октября 1945 года полк переформирован в 361-й гвардейский тяжёлый танкосамоходный полк в составе 3-й ударной армии. 13 июня 1946 номер изменился на 136. Летом 1956 года полк был расформирован.

## Награды
За боевые заслуги удостоен почётного наименования «Мелитопольский» (23.10.1943), награждён орденами Красного Знамени, Суворова, Кутузова и Александра Невского; сотни его воинов награждены орденами и медалями, 6 удостоены звания Героя Советского Союза.